# Lill-Mossaråtjärnen
Lill-Mossaråtjärnen är en sjö i Bodens kommun i Norrbotten och ingår i Altersundets huvudavrinningsområde.